# Eduardo París Forero
Eduardo José París Forero (Bogotá, 1843-San Juan de Pasto, 16 de noviembre de 1897) fue un oficial del ejército colombiano, miembro del Partido Conservador Colombiano. Alcanzó el grado de teniente coronel y se destacó en la sangrienta represión de Quito de 1809 y la defensa de Cartagena y Santa Marta.
El 19 de octubre de 1886 figuró como escribiente del cuerpo de ingenieros agrimensores. Luego aparece como comandante del Batallón Bogotá. Como general, comandando el batallón de Cali, realizó varias obras en favor de la comunidad. El impacto fue tan positivo, que al salir para otro cargo, el municipio de Cali bautizó una de las avenidas ayudadas a reparar por el general con el nombre de Avenida París. 
Comandante de la I división del Ejército y luego inspector general del Ejército del Sur, en ejercicio del cual falleció. En Pasto, ala ciudad donde cerró sus ojos, le fueron ejecutadas honras fúnebres bastante concurridas y recordadas, las cuales merecieron tres días de luto.

## Familia
Eduardo París Forero era hijo de José María París Bilbao y María Flora Forero Rueda. Su abuelo paterno, Francisco Xavier París Ricaurte, fue oficial del Ejército Realista y en él se mantuvo a pesar del ingreso de sus hermanos Manuel, José Ignacio, Mariano, Antonio y Joaquín París Ricaurte a las tropas independentistas. 
Los hermanos París eran hijos de los españoles José Martín París Álvarez y Genoveva Ricaurte Mauris, sus tatarabuelos. Genoveva era a su vez tía del patriota Antonio Ricaurte Lozano, quien también era sobrino del expresidente Jorge Tadeo Lozano.
Una de sus tías segundas, María Ignacia, era la madre junto con Ignacio Vargas Tavera de Dolores Vargas París, quien se casó con el expresidente Rafael Urdaneta Farías, siendo madre de los hermanos colombo-venezolanos Luciano, Amenodoro y Rafael Guillermo Urdaneta Vargas.
Se había casado con Felisa Tavera Navas, siendo sus Hijos Tulia, Cecilia, Enrique y Lucía París Tavera. Tulia, fue esposa de Juan Antonio Cajiao Cajiao; Cecilia, esposa de Ramón Sanclemente Valencia, hijo a su vez del exministro Manuel María Sanclemente Cabal, sobrino a su turno del expresidente Manuel María Mallarino; Enrique, casado con Marta García Madriñán; y Lucía, esposa de Jesús María Domínguez Aguilera. 
- Datos: Q5819536